# La Vídola
La Vídola es un municipio y localidad española de la provincia de Salamanca, en la comunidad autónoma de Castilla y León. Se integra dentro de la comarca de Vitigudino y la subcomarca de La Ramajería. Pertenece al partido judicial de Vitigudino.
Su término municipal está formado por un solo núcleo de población, ocupa una superficie total de 29,64 km² y según los datos demográficos recogidos en el padrón municipal elaborado por el INE en el año 2017, cuenta con una población de 117 habitantes.

## Etimología
La Vídola figura como «Bidola» en el documento más antiguo conocido, fechado en el año 1265. En uno de los mapas del siglo XV que se conservan en la biblioteca del monasterio de San Lorenzo de El Escorial, se indica bajo el nombre de «La Vídula». En otros documentos de esta época aparece como «La Bidola». Con el nombre de «La Vidola» aparece en documentación del siglo XVI, correspondiente al Colegio Mayor de San Bartolomé. A partir del siglo XVII, dicha localidad consta ya como «La Vídola», nombre que ha conservado hasta nuestros días.
El topónimo de La Vídola es por tanto muy antiguo y de origen poco claro. Algunos autores, como Ramón Grande del Brío, al no haber encontrado una posible raíz latina, consideran que el origen del nombre es prerromano, como tantos otros que subsisten en la zona de las arribes.
Pedro Luis Siguero Llorente opina que el origen de este topónimo estaría en «vetola» o «vetula», la forma antigua de la palabra «vetuela», diminutivo de «veta», que significa «vieja», y de esta manera «vetola» iría degenerando con el tiempo hasta la actual «Vídola». Según este autor, en las culturas antiguas se idealizaba lo viejo, pues la tradición, la experiencia de los antepasados, era la mejor forma de conocimiento, y por tanto llamar «viejo» a un pueblo significaría que era un buen pueblo. Así mismo, «veto» proviene de la palabra «vetero» (viejo) y de ahí «veterano». Otro ejemplo del uso de este vocablo aparece en «Castella Vetula», nombre del territorio primigenio de Castilla la Vieja.

## Símbolos

### Escudo
El escudo heráldico que representa al municipio fue aprobado el 2 de octubre de 1993 con el siguiente blasón:

«Escudo partido. Primero de azur con cuatro bandas de plata. Segundo de azur con una jarra de plata, adornada de azucenas de lo mismo. Al timbre la Corona Real Española»
Boletín Oficial de Castilla y León nº 6 de 11 de enero de 1994

### Bandera
La bandera municipal fue aprobada el 24 de junio de 1994 con la siguiente descripción textual:

«Bandera cuadrada, de proporción 1:1, gironada de rojo y blanco de ocho piezas alternadas, y cargada al centro del escudo municipal de La Vidola, en sus colores, timbrado de la Corona Real Española»
Boletín Oficial del Estado nº 67 de 20 de marzo de 1996

## Historia
El origen del asentamiento de La Vídola es poco conocido. Probablemente la zona próxima al pueblo estuviera ya habitada por los vetones; así, se cree que en el lugar llamado "El Castillo" existió un castro prerromano del que hoy apenas quedan algunos indicios. Lo que sí parece claro es que la fundación de la actual localidad de La Vídola responde al proceso repoblador llevado a cabo por los reyes leoneses entre los siglos X y XII quedando encuadrado dentro del Alfoz de Ledesma, dentro del Reino de León, época en la que ya tenía la actual denominación.
Por lo demás, se sabe que tras la reconquista, todo el actual término municipal pasó a ser una dehesa o coto redondo cuya propiedad fue pasando de unas manos a otras con el paso del tiempo. Destaca entre sus diferentes propietarios a lo largo de la historia, por su importancia como institución y por la duración de la posesión, el Colegio Mayor de San Bartolomé, al que La Vídola perteneció entre los siglos XV y XVIII. El mencionado Colegio Mayor fue fundado por don Diego de Anaya Maldonado en el año 1401 y llegó a alcanzar un gran poderío económico, destacando, entre todas sus propiedades, las de la provincia de Salamanca. De esta forma, además de La Vídola, el Colegio poseía los siguientes lugares: Tejares, Sanchón de la Ribera, Alizaces, Porquerizos, Arapiles, Palacios Rubios y la ciudad de Salamanca.
Hacia 1600 se constituye un Señorío en la zona, que por donación real ostenta Alfonso Fernández de Villarino, que lo transmite a su hijo Gonzalo y posteriormente al explorador del Perú Martín de Ledesma Valderrama. Entre sus lugares y sus términos figuraban Mazuelos -Masueco-, Aldea Dávila -Aldeadávila-, Corpario -Corporario-, La Vídola, Fuentes, Villasbonas -Villasbuenas-, La Badina, Villamuerto -Villarmuerto-, Grandes, Grandenos y Herbalejos, entre otros.
Los habitantes del pueblo debían pagar varias rentas al Colegio de San Bartolomé y a otras instituciones, como eran el Deán y Cabildo de Salamanca, la Universidad de Salamanca, así como al Duque de Alburquerque, como señor del territorio de Ledesma al que La Vídola también perteneció.
Esta forma de propiedad a través de señoríos, aun siendo un régimen prácticamente feudal, permaneció hasta principios del siglo XX, cuando La Vídola aún pertenecía a una familia noble que tenía arrendadas las tierras y zona urbana a los habitantes del pueblo. Según los archivos parroquiales la última propietaria fue doña María del Pilar Jabat y Magallón, que vivía en Madrid y que nunca se conoció que residiera en el pueblo. Al morir doña María del Pilar dejó sus riquezas a un sobrino francés llamado D. Nicolás d'Arcangues y Ugarte y, entre todas las posesiones, le dejó también la finca y el pueblo de La Vídola, que seguidamente vendió a sus habitantes en el año 1923 por una cantidad total de cuatro millones de reales.
Con la división territorial de España de 1833 en la que se crean las actuales provincias, La Vídola queda encuadrada dentro de la Región Leonesa, formada por las provincias de León, Zamora y Salamanca, de carácter meramente clasificatorio, sin operatividad administrativa, que a grandes rasgos vendría a recoger la antigua demarcación del Reino de León (sin Galicia ni Asturias).

## Demografía
La Vídola cuenta con una población de 107 habitantes (INE 2024).
| Gráfica de evolución demográfica de La Vídola entre 1842 y 2021                                                     |
| |
| Población de derecho según los censos de población del INE Población de hecho según los censos de población del INE |

Según el Instituto Nacional de Estadística, La Vídola tenía, a 1 de enero de 2021, una población total de 107 habitantes, de los cuales 52 eran hombres y 55 mujeres. De Respecto al año 2000, el censo reflejaba 179 habitantes, de los cuales 91 eran hombres y 88 mujeres. Por lo tanto, la pérdida de población en el municipio para el periodo 2000-2021 ha sido de 72 habitantes, un 40% de descenso.

## Economía
La economía del municipio está basada principalmente en la ganadería, sobre todo de bovino y ovino en régimen semiextensivo, y en menor medida, la agricultura. El paisaje dominante en el término es el de una penillanura ondulada con parcelas en mosaico de pastos, matorral, cultivos de cereal y abundante arbolado disperso de roble. Son muy frecuentes las parcelas cercadas con paredes de piedra, denominadas en la zona cortinas.

## Administración y política

### Gobierno municipal
El alcalde para el periodo 2015-2019 es Ángel Vicente Villoria (PP), estando el pleno del Ayuntamiento formado por cinco concejales del Partido Popular. En otras citas electorales el PP también ha sido el partido más votado seguido del Partido Socialista Obrero Español.
| Partido político                         | 2019  | 2019  | 2019       | 2015  | 2015  | 2015       | 2011  | 2011  | 2011       | 2007  | 2007  | 2007       | 2003  | 2003  | 2003       |
| Partido político                         | %     | Votos | Concejales | %     | Votos | Concejales | %     | Votos | Concejales | %     | Votos | Concejales | %     | Votos | Concejales |
| Partido Popular (PP)                     | 75,81 | 47    | 5          | 75,34 | 55    | 5          | 80,70 | 92    | 5          | 84,62 | 88    | 5          | 83,48 | 96    | 5          |
| Partido Socialista Obrero Español (PSOE) | 4,84  | 3     | 0          | 2,74  | 2     | 0          | 7,02  | 8     | 0          | 3,85  | 4     | 0          | 9,57  | 11    | 0          |
| Unión del Pueblo Salmantino (UPSa)       | —     | —     | —          | —     | —     | —          | —     | —     | —          | 7,69  | 8     | 0          | —     | —     | —          |

El alcalde de La Vídola no recibe ningún tipo de prestación económica por su trabajo al frente del ayuntamiento (2017).

### Elecciones autonómicas
| Partido político                                  | 2019  | 2019 | 2015  | 2015  | 2011  | 2011 | 2007  | 2007 | 2003  | 2003 | 1999  | 1999 | 1991  | 1991 | 1987  | 1987 | 1983  | 1983 |
| Partido político                                  | Votos | %    | Votos | %     | Votos | %    | Votos | %    | Votos | %    | Votos | %    | Votos | %    | Votos | %    | Votos | %    |
| Partido Popular (PP)                              | —     | —    | 43    | 68,25 | —     | —    | —     | —    | —     | —    | —     | —    | —     | —    | —     | —    | —     | —    |
| Partido Socialista Obrero Español (PSOE)          | —     | —    | 12    | 12,70 | —     | —    | —     | —    | —     | —    | —     | —    | —     | —    | —     | —    | —     | —    |
| Partido Regionalista del País Leonés (PREPAL)     | —     | —    | 4     | 6,35  | —     | —    | —     | —    | —     | —    | —     | —    | —     | —    | —     | —    | —     | —    |
| Izquierda Unida-Equo (IU-EQUO)                    | —     | —    | 2     | 3,17  | —     | —    | —     | —    | —     | —    | —     | —    | —     | —    | —     | —    | —     | —    |
| Ciudadanos (Cs)                                   | —     | —    | 2     | 3,17  | —     | —    | —     | —    | —     | —    | —     | —    | —     | —    | —     | —    | —     | —    |
| Unión Progreso y Democracia (UPyD)                | —     | —    | 1     | 1,59  | —     | —    | —     | —    | —     | —    | —     | —    | —     | —    | —     | —    | —     | —    |
| Partido Comunista de los Pueblos de España (PCPE) | —     | —    | 1     | 1,59  | —     | —    | —     | —    | —     | —    | —     | —    | —     | —    | —     | —    | —     | —    |

### Elecciones generales
| Partido político                              | 2019  | 2019 | 2016  | 2016 | 2015  | 2015 | 2011  | 2011  | 2008  | 2008 | 2004  | 2004 | 2000  | 2000 | 1996  | 1996 | 1993  | 1993 | 1989  | 1989 | 1986  | 1986 | 1982  | 1982 | 1979  | 1979 | 1977  | 1977 |
| Partido político                              | Votos | %    | Votos | %    | Votos | %    | Votos | %     | Votos | %    | Votos | %    | Votos | %    | Votos | %    | Votos | %    | Votos | %    | Votos | %    | Votos | %    | Votos | %    | Votos | %    |
| Partido Popular (PP)                          | —     | —    | —     | —    | —     | —    | 84    | 80,77 | —     | —    | —     | —    | —     | —    | —     | —    | —     | —    | —     | —    | —     | —    | —     | —    | —     | —    | —     | —    |
| Partido Socialista Obrero Español (PSOE)      | —     | —    | —     | —    | —     | —    | 6     | 5,77  | —     | —    | —     | —    | —     | —    | —     | —    | —     | —    | —     | —    | —     | —    | —     | —    | —     | —    | —     | —    |
| Partido Regionalista del País Leonés (PREPAL) | —     | —    | —     | —    | —     | —    | 4     | 3,85  | —     | —    | —     | —    | —     | —    | —     | —    | —     | —    | —     | —    | —     | —    | —     | —    | —     | —    | —     | —    |
| Izquierda Unida (IU)                          | —     | —    | —     | —    | —     | —    | 3     | 2,88  | —     | —    | —     | —    | —     | —    | —     | —    | —     | —    | —     | —    | —     | —    | —     | —    | —     | —    | —     | —    |
| Unión Progreso y Democracia (UPyD)            | —     | —    | —     | —    | —     | —    | 3     | 2,88  | —     | —    | —     | —    | —     | —    | —     | —    | —     | —    | —     | —    | —     | —    | —     | —    | —     | —    | —     | —    |
| Escaños en Blanco (EB)                        | —     | —    | —     | —    | —     | —    | 1     | 0,96  | —     | —    | —     | —    | —     | —    | —     | —    | —     | —    | —     | —    | —     | —    | —     | —    | —     | —    | —     | —    |
| Higiene Democrática (HD)                      | —     | —    | —     | —    | —     | —    | 1     | 0,96  | —     | —    | —     | —    | —     | —    | —     | —    | —     | —    | —     | —    | —     | —    | —     | —    | —     | —    | —     | —    |

## Monumentos y lugares de interés

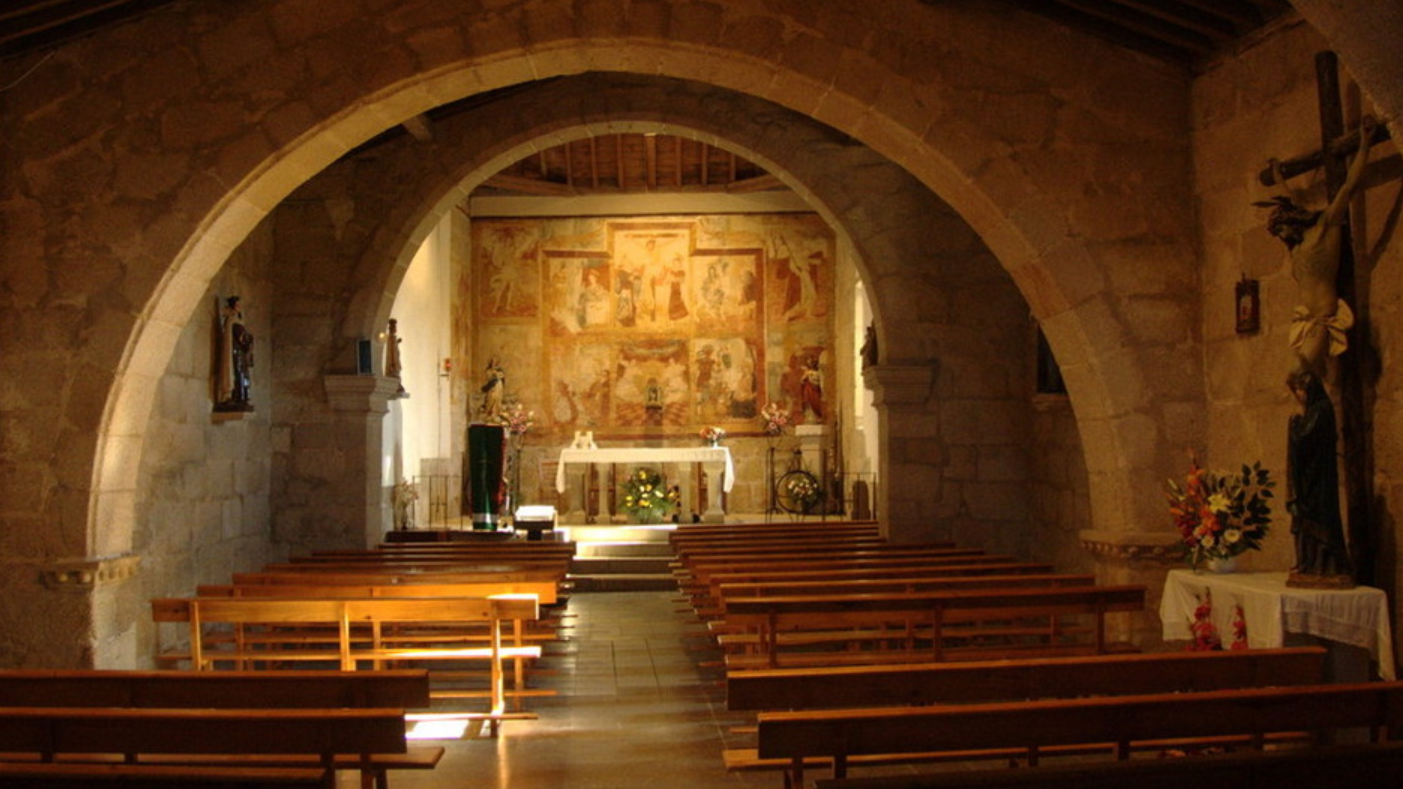
Interior de la iglesia

Como patrimonio arqueológico, histórico y artístico destacan las pinturas o frescos medievales de la iglesia parroquial de Nuestra Señora de La Inmaculada, además del denominado "Palacio", casa señorial que data del siglo XVIII, aunque hay indicios de que hubiera ya en el lugar una construcción anterior de finales del siglo XV o inicios del XVI.

## Cultura

### Fiestas
Las fiestas que se celebran en el municipio son El Corpus, La Inmaculada y "Las Bolagas". Esta última fiesta parece ser que es muy antigua y se celebra en la noche del 7 de diciembre, víspera de La Inmaculada, en ella se queman en una gran hoguera enormes cantidades de piornos, al haberse hecho más escasas en la zona las bolagas, que debían ser las plantas que originalmente se quemaban en esta tradición.

### Localidades cercanas
- La Peña
- Valsalabroso
- Villar de Samaniego